# Bulbophyllum trigonocarpum
Bulbophyllum trigonocarpum là một loài phong lan thuộc chi Bulbophyllum.